# Белий Вир
Бе́лий Вир (болг. Бели вир) — село в Кирджалійській області Болгарії. Входить до складу общини Черноочене.

## Населення
За даними перепису населення 2011 року у селі проживали 382 особи, з них 380 осіб (99,5%) — турки.
Розподіл населення за віком у 2011 році:
Динаміка населення: